# Sabina Jacobsen
Sabina Detloff Rosengren Jacobsen (n. 24 martie 1989, în Lund) este o handbalistă suedeză care joacă pe postul de intermediar stânga pentru clubul românesc HC Dunărea Brăila. În perioada 2007–2019, Sabina Jacobsen a fost componentă a echipei naționale a Suediei.
Cunoscută pentru calitățile sale defensive, Jacobsen a cucerit împreună cu naționala de handbal feminin a Suediei la Campionatul European din 2010 medalia de argint, iar patru ani mai târziu a câștigat medalia de bronz la Campionatul European din 2014. În 2015, Jacobsen a cucerit împreună cu FC Midtjylland Håndbold Cupa Cupelor.

## Palmares
- Campionatul European:
  -  Medalie de argint: 2010
  -  Medalie de bronz: 2014

- Trofeul Carpați: 
  -  Câștigătoare: 2015

- Liga Campionilor:
  -  Medalie de bronz: 2018
  - Locul 4: 2021
  - Sfertfinalistă: 2017, 2019
  - Grupe principale: 2013, 2016
  - Calificări: 2015

- Cupa Cupelor:
  -  Câștigătoare: 2015
  - Semifinalistă: 2011
  - Turul 3: 2012

- Campionatul Suediei:
  -  Medalie de argint: 2012

- Campionatul Danemarcei:
  -  Câștigătoare: 2015
  -  Medalie de argint: 2016
  -  Medalie de bronz: 2014, 2017

- Cupa Danemarcei:
  -  Câștigătoare: 2014, 2015
  -  Medalie de argint: 2016

- Supercupa Danemarcei:
  -  Câștigătoare: 2012, 2014, 2016
  -  Finalistă: 2015

- Campionatul Rusiei:
  -  Câștigătoare: 2021
  -  Medalie de bronz: 2020

- Cupa Rusiei:
  -  Finalistă: 2020

- Supercupa Rusiei:
  -  Finalistă: 2020

- Liga Națională:
  -  Câștigătoare: 2018
  -  Medalie de argint: 2019

- Cupa României:
  -  Câștigătoare: 2018, 2019

- Supercupa României:
  -  Câștigătoare: 2017
  -  Finalistă: 2018

## Performanțe individuale
- Cea mai bună marcatoare a Campionatului Suediei: 2007, 2008, 2009;
- Jucătoarea Anului, distincție acordată de Federația Suedeză de Handbal: 2013;[10]
- Cea mai bună apărătoare All-Star Team la Campionatul European de Handbal Feminin: 2014;[11]